# Bobby Creekwater
Antoine Rogers (20 november 1982), beter bekend als Bobby Creekwater, is een Amerikaans rapper en hiphopproducer uit Atlanta. Hij stond eerder onder contract van Shady Records.

## Discografie

### Albums
- 2011 - Revenge

### Ep's
- 2009 - The B.C. Era Deuce EP
- 2009 - The Day It All Made Sense

- Library of Congress Control Number: no2013000577
- MusicBrainz: fd381a2c-f9e5-4138-815b-24486d3888cc
- Virtual International Authority File: 294991586
- WorldCat: E39PBJvxyXCMx33pXpkq8M9VYP